# Догойдельский субстрат
Догойдельский субстрат — гипотетический язык или группа языков, существовавшие в Ирландии до проникновения туда носителей кельтских языков (гойдельской ветви).

## Гипотеза о доиндоевропейском происхождении
Заселение Ирландии, как и большей части Европы, произошло с наступлением эпохи голоцена, после оттаивания ледниковой шапки около 9000 г. до н. э. Предполагается, что индоевропейские языки проникли в Европу намного позже, не ранее энеолита.
Язык прежнего населения Ирландии сформировал субстрат у прибывших кельтских языков, этот субстрат остался в некоторых словах, названиях местности, личных именах и грамматических категориях нового островного кельтского языка.

## Методы исследования
Надписей на предполагаемых субстратных языках, если не считать пиктского, не обнаружено. В связи с этим основной методикой исследования является составление корпуса слов гойдельских языков, прежде всего ирландского, не имеющих явных индоевропейских когнатов, с тем предположением, что данные слова могли относиться к субстратной лексике. Данный метод исследования всё ещё находится в зачаточном состоянии; он затруднён, в частности, тем, что наиболее ранние надписи на древнеирландском датируются не ранее 400 г. н. э., то есть спустя тысячелетие или два (по разным датировкам) прибытия носителей данных языков на Британские острова. В течение данного длительного периода в гойдельских языках могли возникнуть многочисленные новообразования, никак не связанные с субстратом. Примером такого рода исследований являются работы российского кельтолога Т. А. Михайловой.

## Предполагаемые заимствования
Герард Мак-Ин относит к субстрату следующую лексику:
- имена нарицательные Bréife 'кольцо', Cufar, Cuifre/Cuipre 'доброта', Fafall/Fubhal, Lufe 'женский', Slife, Strophais 'солома';
- топонимы Bréifne, Crufait, Dún Gaifi, Faffand, Grafand, Grafrenn, Life/Mag Liphi, Máfat[2].

Петер Схрейвер относит к субстрату следующую лексику: partán ‘краб’, Partraige (этноним), (partaing > Lat. parthicus), pattu ‘заяц’, petta ‘заяц’, pell ‘лошадь’, pít ‘порция еды’, pluc `(круглая) масса’, prapp ‘быстрый’, gliomach ‘омар’, faochán ‘береговая улитка, литорина’, ciotóg ‘левая кисть’, bradán ‘лосось’, scadán ‘сельдь’. В последующих публикациях он отвергает критику Грэхема Айзека.
Ранко Матасович допускает наличие неиндоевропейских слов не только в гойдельских, но и в иных ветвях кельтских языков; по его мнению, субстратная лексика контактировала не с архаичным ирландским языком, но скорее с протокельтским.
Примеры слов, обнаруженных не только в гойдельских, но и в других ветвях кельтских языков, без явных индоевропейских когнатов:
- среднеирландское ainder 'молодая женщина', средневаллийское anneir 'тёлка', вероятно, также галльское anderon (вероятно, связанное с баскским andere 'женщина, госпожа')
- древнеирландское benn 'пик', средневаллийское bann 'пик', галльское bennicus (элемент имени — возможно, связан с протобаскским *bendi, соврем. баск. mendi 'гора')
- древнеирландское berr 'короткий', средневаллийское byrr 'короткий', галльское Birrus (имя)
- древнеирландское bran 'ворон', средневаллийское bran 'ворон', галльское Brano- (элемент имени)
- среднеирландское brocc 'барсук', средневаллийское broch 'барсук', галльское Broco- (элемент имени, заимствован в английский как brock, 'барсук')
- древнеирландское carpat '(боевая) колесница', галльское carpento-, Carbanto-
- древнеирландское eó 'лосось', средневаллийское ehawc 'лосось', галльское *esoks (заимствовано в латинский как esox, 'щука')
- древнеирландское cuit 'кусок', средневаллийское peth 'вещь', галльское *pettia (заимствовано в латинский как petia и во французский как pièce)
- древнеирландское molt 'кастрированный баран', средневаллийское mollt 'кастрированный баран', галльское Moltus (имя) и *multon- (заимствовано во французский как mouton)

Пол Темпан считает докельтскими топонимические основы tul «маленький холм», ros «мыс; гора; дерево», tor «крутая высокая скала», возможно имеющие соответствия в семитских языках.